# ジュゴン科
ジュゴン科（ジュゴンか、Dugongidae）は、哺乳綱海牛目に分類される科。
現生種はジュゴン亜科に属するジュゴン属ジュゴンの1属1種のみであるが、ステラーカイギュウ亜科に属する絶滅種であるステラーカイギュウのほか、ドゥシシレン属など新生代の化石種を多数含む。

## 進化史
カリブ海に出現した海牛類の祖先は始新世に放散し、大西洋のマナティー科の系統が分岐したあとにジュゴンの祖先を含む複数の系統がテチス海で多様化し、漸新世初期までにインドシナ半島から太平洋西部に進出した。この中でインド洋から東南アジア、南西諸島、珊瑚海のバヌアツにかけて分布するジュゴンが唯一現存する。ジュゴンの西側の分布北限である日本では沖縄本島・宮古島周辺で確認されるのみとなっているが、明治時代には奄美大島や八重山列島でも普通種であった。本科の日本での化石としては、最古のものでは北九州の上部漸新統から産出しており、西方から日本列島に進出した初期の系統に属すると考えられている。同様に西方から進出したハリテリウム亜科は北海道の中部中新統、本州の中部・上部中新統から記録があり、ジュゴン亜科は北海道の中部中新統から1例が報告されている。一方でステラーカイギュウの祖先を含む系統は中期中新世にカリブ海から北太平洋に進出した。ステラーカイギュウ亜科は寒冷な海域に適応して北アメリカ大陸西部沿岸を北上し、さらにベーリング海を南下して後期鮮新世には日本海に到達した。ステラーカイギュウはステラーカイギュウ亜科で唯一現世まで生存したが、狩猟圧によって1768年に絶滅した。

## 分類
- ジュゴン科 DUGONGIDAE
  - アニソシーレン属 †Anisosiren
  - カリボシーレン属 †Caribosiren
  - インドシーレン属 †Indosiren
  - レンティアレニウム属 †Lentiarenium
  - カウピテリウム属 †Kaupitherium[15]
  - パラリテリウム属 †Paralitherium
  - プリスコシーレン属 †Priscosiren[16]
  - プロハリコレ属 †Prohalicore
  - シーレナブス属 †Sirenavus
  - ハリテリウム亜科 †Halitheriinae
    - ハリテリウム属 †Halitherium
      - ショサンベツカイギュウ[要出典] †Halitherium schinzi

  - ジュゴン亜科 Dugonginae
    - バラティシーレン属 †Bharatisiren
    - カリストシーレン属 †Callistosiren[17]
    - クレナトシーレン属 †Crenatosiren
    - コリストシーレン属 †Corystosiren
    - ディオプロテリウム属 †Dioplotherium
    - ドムニンギア属 †Domningia
    - ジュゴン属 Dugong
      - ジュゴン Dugong dugon

    - イタロシーレン属 †Italosiren[18]
    - クチシーレン属 †Kutchisiren
    - ナノシーレン属 †Nanosiren
    - リティオドゥス属 †Rytiodus
    - ゼノシーレン族 †Xenosiren

  - メタクシテリウム亜科 †Metaxytheriinae
    - メタクシテリウム属 †Metaxytherium

  - ステラーカイギュウ亜科 †Hydrodamalinae
    - ドゥシシレン属 †Dusisiren
      - ヤマガタダイカイギュウ †Dusisiren dewana
      - アイヅタカサトカイギュウ †Dusisiren takasatensis
      - ヨルダンカイギュウ †Dusisiren jordani

    - ステラーカイギュウ属 †Hydrodamalis
      - クエスタカイギュウ †Hydrodamalis cuestae
      - タキカワカイギュウ †Hydrodamalis spissa[19]
      - ステラーカイギュウ †Hydrodamalis gigas